# Rezolucja Zgromadzenia Ogólnego ONZ nr 188
Rezolucja Zgromadzenia Ogólnego ONZ nr 188 – rezolucja uchwalona podczas II Sesji Specjalnej Zgromadzenia Ogólnego ONZ w dniu 14 maja 1948 odnośnie do oceny pracy Komisji Narodów Zjednoczonych do Spraw Palestyny.

## Tło rezolucji
Wielka Brytania zwróciła się o zwołanie I i II Sesji Specjalnej Zgromadzenia Ogólnego ONZ w sprawie Palestyny. Podczas I Sesji Specjalnej Zgromadzenia Ogólnego wysłuchano sprawozdań i zaleceń komisji UNPC, po czym na II Sesji przegłosowano kolejne uchwały.
W dniu 15 maja 1948 wygasał brytyjski mandat w Mandacie Palestyny. Uchwalona 29 listopada 1947 Rezolucja Zgromadzenia Ogólnego ONZ nr 181 zakładała rozwiązanie konfliktu izraelsko-arabskiego poprzez utworzenie dwóch państw w Palestynie: żydowskiego i arabskiego. Przywódcy społeczności żydowskiej zaakceptowali plan podziału Palestyny, chociaż zaproponowany obszar państwa żydowskiego przyjęli jako „niezbędne minimum”, i bez zgłaszania zastrzeżeń rozpoczęli przygotowania do utworzenia własnego państwa. Natomiast społeczność arabska sprzeciwiła się Rezolucji 181, twierdząc, że narusza ona prawa większości mieszkańców Palestyny. Arabowie spostrzegali plan podziału Palestyny jako niesprawiedliwy, ponieważ oddawał większość terytorium państwa w ręce stanowiącej mniejszość społeczności żydowskiej. W rezultacie, 30 listopada 1947 doszło do wybuchu wojny domowej w Mandacie Palestyny.

## Postanowienia rezolucji
Zgromadzenie Ogólne, mając pod uwagą Rezolucję nr 186 o powołaniu Mediatora ONZ w Palestynie, który zwalnia Komisję Palestyny z dalszego wykonywania swoich obowiązków, postanawia wyrazić pełne uznanie za jej pracę w zakresie mandatu przyznanego przez Zgromadzenie Ogólne w Rezolucji nr 181.